# Blénesi Ernő
Blénesi Ernő írói álnevei: Bakó Ervin, Gyergyói Albert (Gyergyószentmiklós, 1928. január 2. –) magyar közíró, szerkesztő.

## Életútja
Szülővárosában érettségizett, felsőbb tanulmányait a bukaresti Ștefan Gheorghiu Pártfőiskolán s a Közgazdaságtudományi Akadémián végezte. Politikai pályáját a Magyar Népi Szövetség (MNSZ) aktivistájaként kezdte, az Ifjúmunkás főszerkesztő-helyettese, majd a Falvak Dolgozó Népe szerkesztőségi főtitkára, 1965-ig az Előre rovatvezetője, majd állami tisztviselő, később minisztériumi főtisztviselő.

## Munkássága
Társadalmi kérdésekkel foglalkozó, főleg falusi témájú riportjai, művelődési jegyzetei különböző lapokban jelentek meg, közgazdasági írásait A Hét közölte. Önálló füzete: Fény a földeken (novella, 1950). Ateista brosúrája (Vallásos ünnepek, szokások, szertartások, Vécsey Károllyal, 1959) népszerűsítő jellegű.

## Politikai attitüdjéhez
1998-ban az Erdélyi Naplóban azok közt szerepel a neve, akiket nem tudott a romániai Securitate beszervezni, s őket megfigyelték: Fazekas János, Király Károly és Király István, Albert Antal, Blénesi Ernő, Sütő András, Hegyi István (1914-2004), Katona Ádám, Fodor Sándor, Hajdu Gábor, Borbély Imre, Gergely István, Borbély Ernő, Búzás László, Bíró Kata.